# ترانه همامی
ترانه همامی (زادهٔ ۱۹۶۰ در تهران) هنرمند تجسمی و مدرس هنر ایرانی-آمریکایی مستقر در سان فرانسیسکو، کالیفرنیا، ایالات متحده آمریکا است. او در آثار خود از طریق پروژه‌های چندرشته‌ای شخصی و جمعی، که معمولاً با استفاده از هنر چیدمان خاص یا پروژه‌های تعامل مشارکتی انجام می‌گیرند، به کاوش سیاست‌های فرهنگی پیچیدهٔ تبعید می‌پردازد.

## زندگی‌نامه
همامی که در تهران متولد شد، در سال ۱۹۷۸ و درست پیش از انقلاب ایران برای تحصیل به ایالات متحده مهاجرت کرد. او در سال ۱۹۸۲ مدرک کارشناسی هنرهای زیبای خود در رشتهٔ نقاشی و ترسیم از دانشگاه اورگن، یوجین دریافت کرد و در سال ۱۹۹۱ نیز موفق به اخذ مدرک کارشناسی ارشد هنرهای زیبا از دانشگاه هنر کالیفرنیا شد. او هم‌اکنون در همین دانشگاه به تدریس مشغول است.
آثار همامی معمولاً دست‌ساز بوده و شامل تکه‌هایی از پوسترهای دولتی، تکه‌های شیشه چیده‌شده به‌سبک جانماز سنتی مسلمانان، یک رش پشمی برش‌خورده با لیزر شامل نقشهٔ تهران و پرده‌های منجوق‌دوزی‌شده هستند. آثار او با به‌کار گرفتن تصویرسازی متداول ایرانی و غربی مورد استفاده برای کسب قدرت و گسترش نفوذ سیاسی، تفسیری هستند از چگونگی استفاده از این نوع تصویرسازی در میان ملت‌ها در طول تاریخ. او در یکی از آثار خود با نام «خانه» (۲۰۰۶) با استفاده از جمع‌آوری تصاویر و داستان‌هایی از ایرانیان آمریکا ساختاری چندرسانه‌ای را خلق کرده‌است که سبک چیدمان و نمایش در یک خانه را به تصویر می‌کشد.

## نمایشگاه‌ها
همامی نمایشگاه‌هایی را در مکان‌های ملی و بین‌المللی برگزار کرده و در چند نمایشگاه نیز به‌عنوان گرداننده مهمان حضور داشته‌است:
- ۲۰۰۲: تالار بازتاب‌ها، کمیسیون هنر سان فرانسیسکو، سان فرانسیسکو، کالیفرنیا[۶]
- ۲۰۰۳: تالار بازتاب‌ها، ششمین دوسالانهٔ بین‌المللی شارجه، موزه هنر شارجه، شارجه، امارات متحده عربی[۶]
- ۲۰۰۸: یادگارها، پروژه‌های رز عیسی، لندن، انگلستان[۷]
- ۲۰۰۸: تئوری نجات برای بن ۵ در مرکز هنر یربا بوئنا، سان فرانسیسکو، کالیفرنیا (گرداننده مهمان)[۶]
- ۲۰۰۸: تئوری نجات برای بن ۵ در لب، سان فرانسیسکو، کالیفرنیا (گرداننده مهمان)[۶]
- ۲۰۰۹: یک روز: یک روایت جمعی از تهران در تقاطع هنر (گرداننده مهمان)[۶][۸]
- ۲۰۱۰: بارها و بارها در سوثرن اکسپوژر، سان فرانسیسکو، کالیفرنیا (گرداننده مهمان)[۶]
- ۲۰۱۱: زندگی: دوازده هنرمند ایرانی معاصر، مرکز نمایشگاهی بیروت، لبنان[۷]
- ۲۰۱۱: رؤیای ابدیت: شرق طولانی یک هنرمند، ویلا امپاین، بروکسل، بلژیک[۹]
- ۲۰۱۴: فرآوری‌ها، پروژهٔ تئوری نجات، گالری سوثرن اکسپوژر، سان فرانسیسکو، کالیفرنیا[۷]
- ۲۰۱۴: بولتن، پروژهٔ تئوری نجات، مؤسسه مطالعات بنیادی کالیفرنیا، سان فرانسیسکو، کالیفرنیا[۷]

## مجموعه‌ها، محل‌های اقامت و جایزه‌ها
آثار همامی توسط مجموعه‌های بزرگ عمومی در سطح بین‌المللی جمع‌آوری شده‌اند که از جملهٔ این مجموعه‌های می‌توان به موزه بریتانیا، موزه ویکتوریا و آلبرت و همچنین بسیاری از مجموعه‌های خصوصی اشاره کرد. همامی برندهٔ جایزهٔ کریتیو کپیتال (۲۰۱۲)، جایزهٔ همکاری اورکا (۲۰۱۲)، بنیاد اثر خلاقانه (۲۰۰۰)، جایزهٔ کمیسیون هنر سان فرانسیسکو، جایزهٔ شورای کالیفرنیا برای انسانیت‌ها (کال هیومنیتیز)، جایزه بنیاد سان فرانسیسکو و یک جایزهٔ ویژن نیو کالیفرنیا (۲۰۰۴) شده‌است. او به‌عنوان هنرمند ماندگار در مؤسسه مطالعات بنیادی کالیفرنیا (۲۰۱۳–۲۰۱۴)، برنامه هنرمندان مقیم جراسی، مرکز هنر مونتالوو، مؤسسه هنر کالا (۲۰۰۷)، لب و مرکز زندگی عمومی در دانشکده هنر کالیفرنیا در اوکلند، کالیفرنیا حضور داشته‌است.